# Låtefossen
Låtefossen o Låtefoss és una cascada situada al municipi d'Odda, al comtat de Hordaland, Noruega. Els seus 165 metres d'altura són únics i, per tant, és una coneguda atracció turística a la zona. És especial perquè consisteix en dos corrents separats que flueixen des del llac Lotevatnet, que s'uneixen just abans de passar per sota de la carretera nacional de Noruega 13, per fer un espectacular antic pont de pedra arquejat.

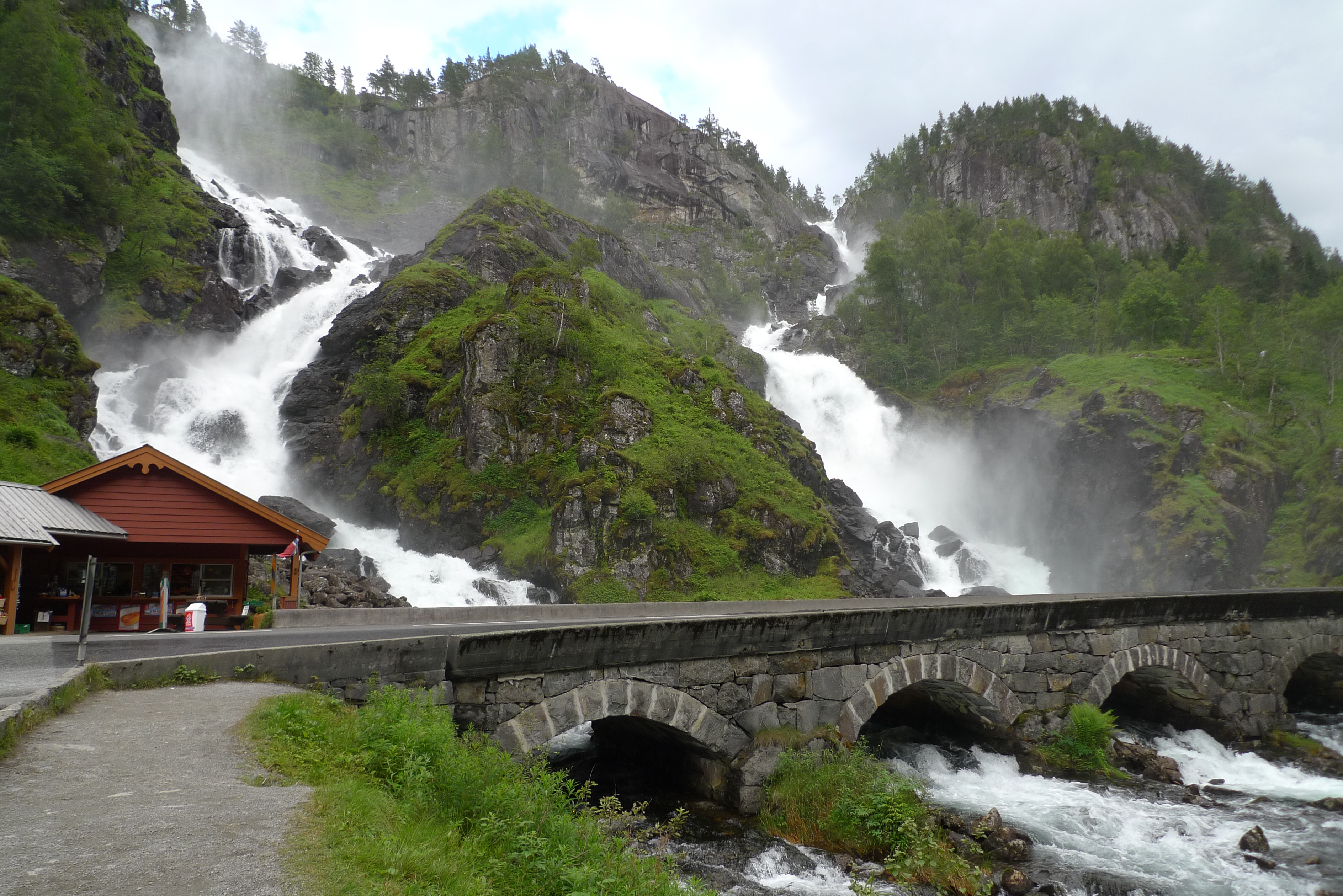
Vista del pont
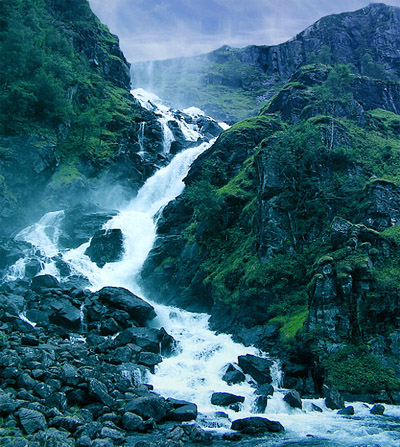
Una branca de la Låtefossen
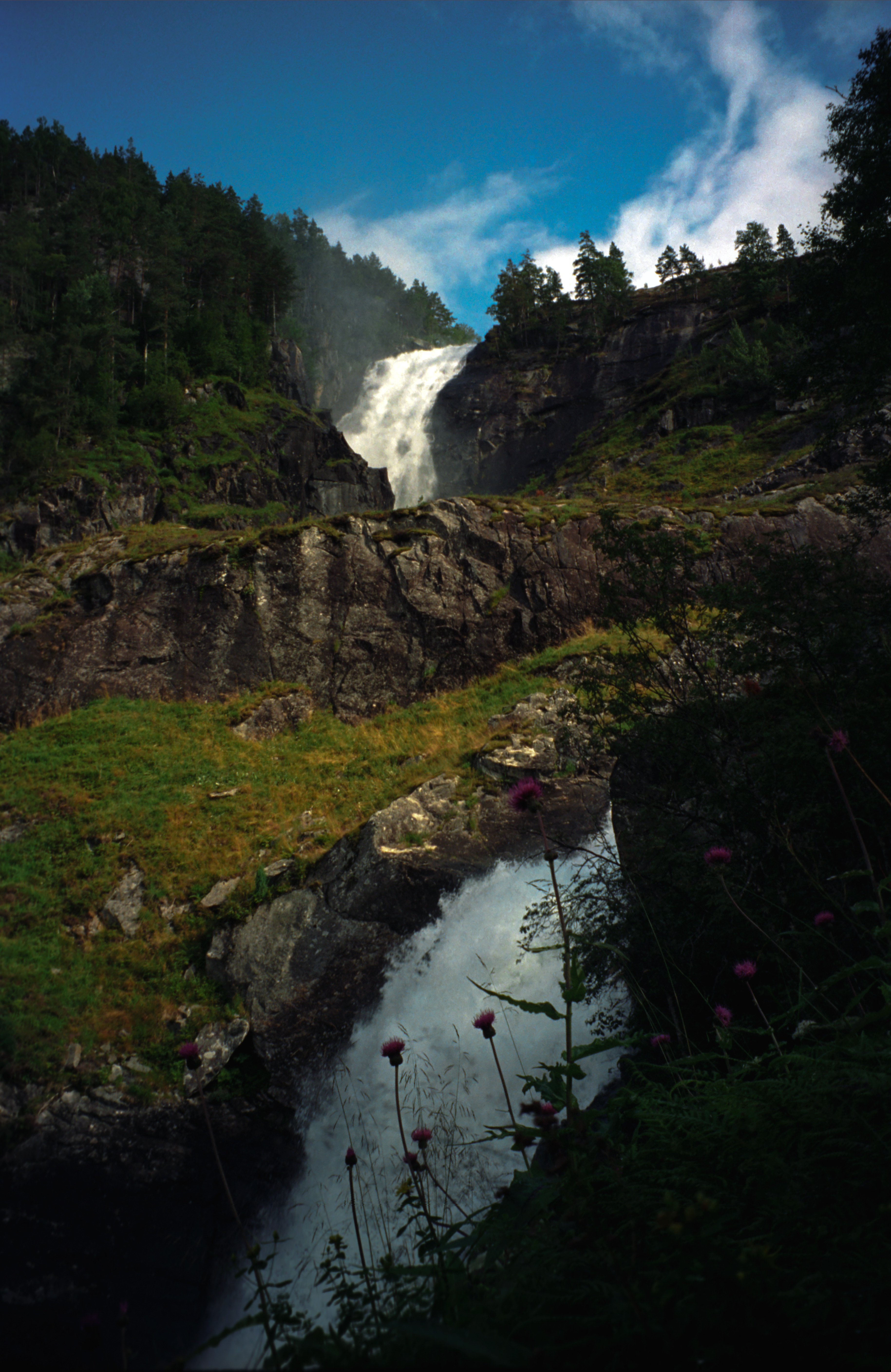
Vista de les cascades
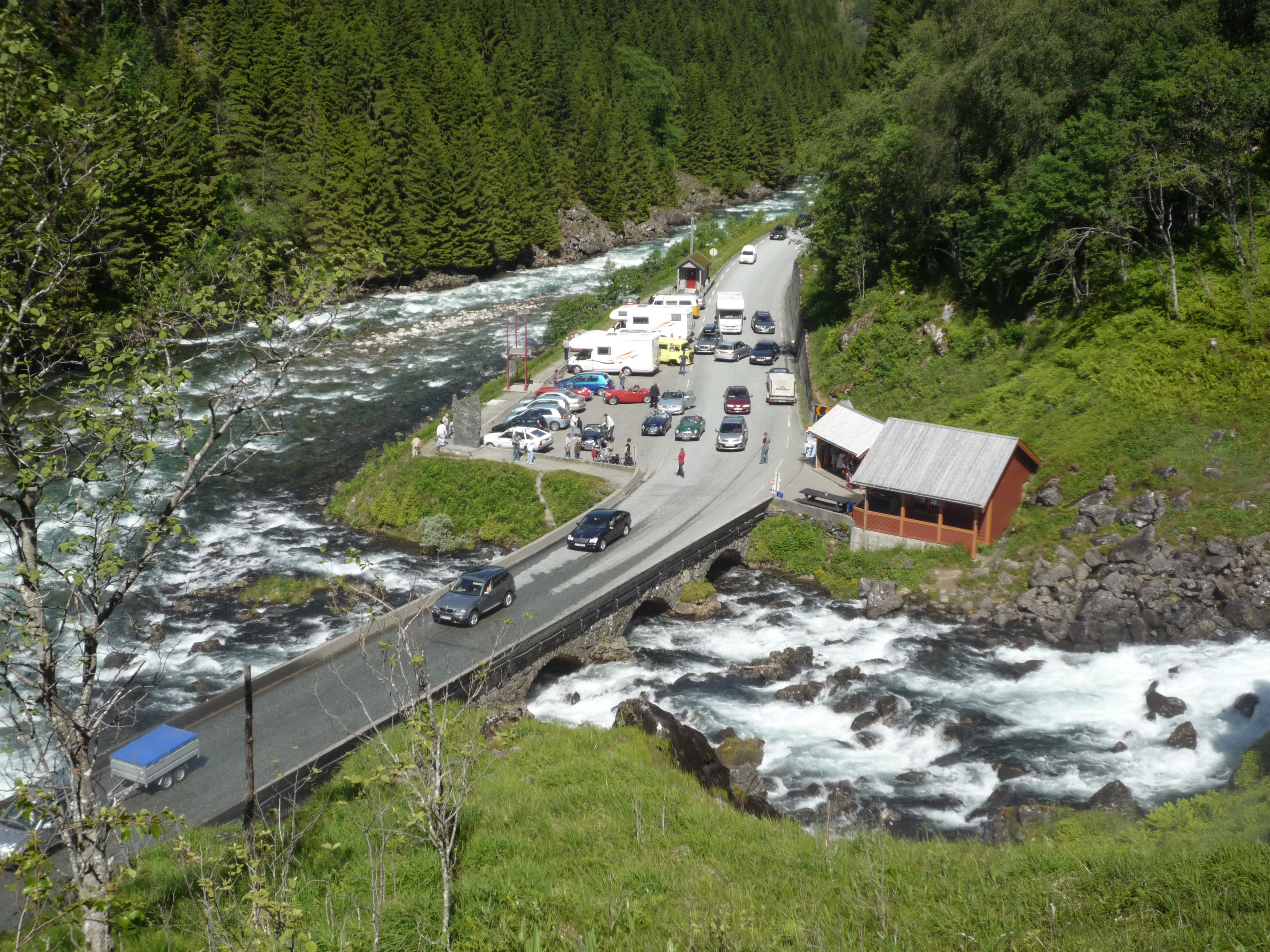
Vista del centre de visitants
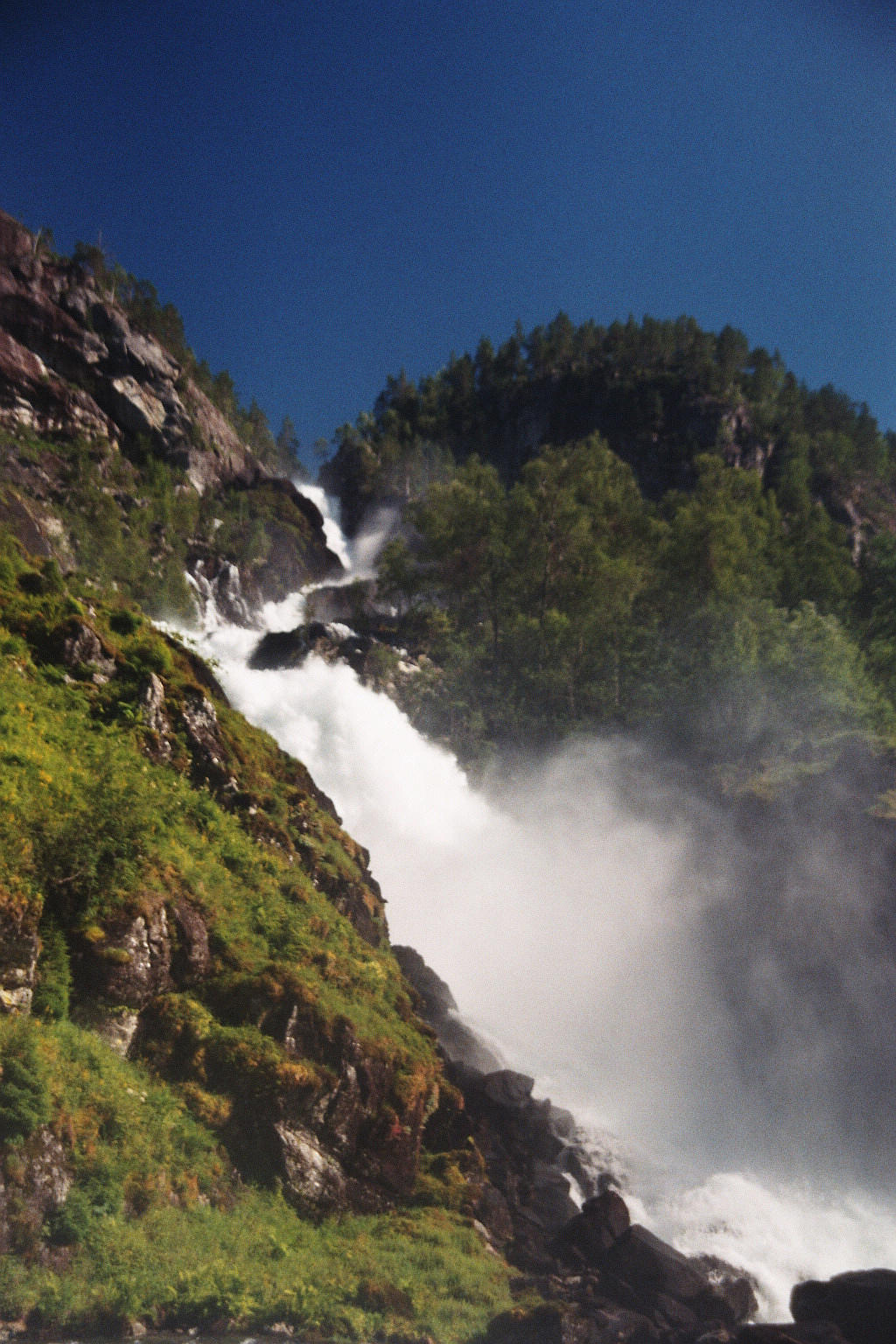